# Meteorium trichophorum
Meteorium trichophorum là một loài Rêu trong họ Meteoriaceae. Loài này được (Mont.) Sull. mô tả khoa học đầu tiên năm 1859.